# Tařicovka přímořská
Tařicovka přímořská (Lobularia maritima) je nízká, nenáročná, bohatě a dlouze kvetoucí bylina. Pochází ze Středomoří, v České republice je pěstována v různých kultivarech jako okrasná letnička a občas přechodně zplaňuje.

## Rozšíření
Tato rostlina pochází z okolí Středozemního moře kde roste na písečných i skalnatých mořských pobřežích; odtud pochází její druhové pojmenování "přímořská". Ze své domoviny byla jako okrasná rostlina rozšiřována do mnoha zemí Evropy, Asie, Severní i Jižní Ameriky, severní Afriky, Austrálie i na Nový Zéland. Na nových místech obvykle zplaňuje, její semena se ze zahrad šíří do volné přírody a na příhodných místech se objevují naturalizované populace.
Obdobným způsobem se tento neofyt dostal do volné krajiny i v Česku, zde byla tařicovka přímořská prvně zjištěná roku 1963. Přechodně bývá pozorována v okolí Prahy, Brna, Litomyšle i jinde. Roste na rumištích, skládkách, podél cest a na jiných osluněných místech s propustnou, zásaditou půdou v blízkosti lidských sídel nebo zahrad odkud unikla.

## Popis

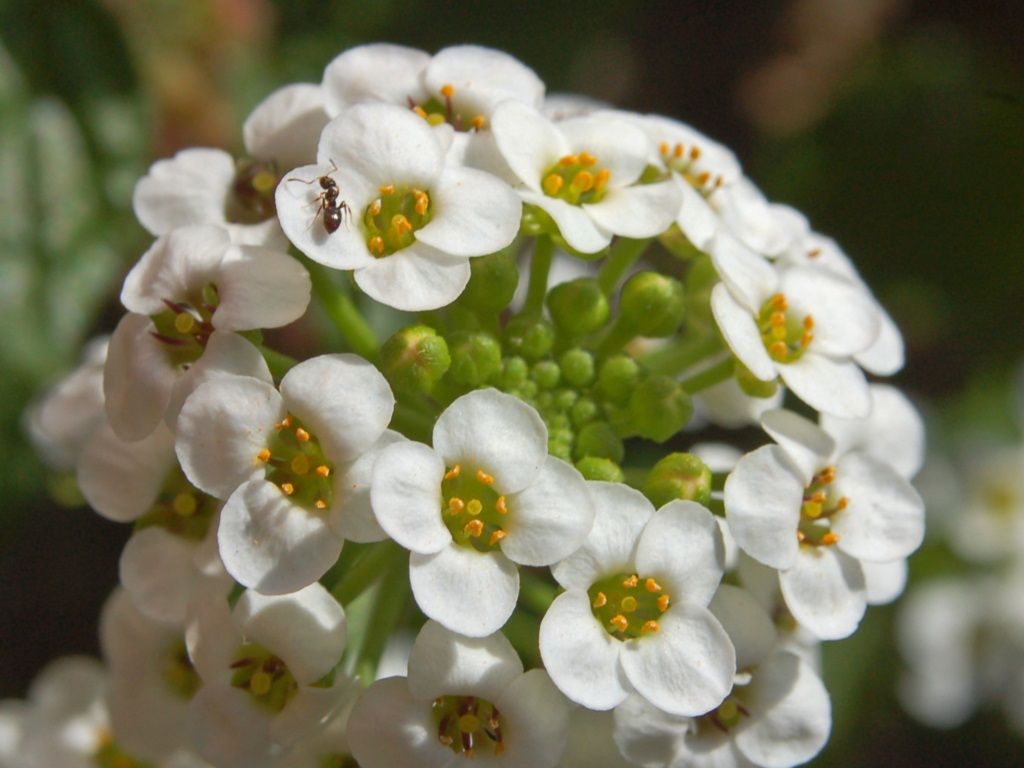
Květenství

Jednoletá, v původním areálu výskytu často na jednom místě vytrvávající rostlina vytvářející husté koberce. Obvykle je celá porostlá šedivými, vidlicovitými chlupy které vypadají jako rostoucí v řadách, řidčeji je lysá. Tenké, poléhavé, vystoupavé nebo přímé lodyhy vyrůstající z bohatého kořenového systému bývají 10 až 40 cm vysoké. Od báze jsou rozvětvené a střídavě porostlé celokrajnými, přisedlými nebo jen krátce řapíkatými listy 2 až 5 cm dlouhými, spodní bývají tvaru obvejčitého a horní kopinatého až čárkovitého.
Drobné voňavé květy jsou uspořádány do hroznů sdružených ve vrcholíkovitých květenstvích které jsou po odkvětu značně delší. Často purpurově zbarvené vejčité, vztyčené kališní lístky čtyřčetných květů jsou 1,5 až 2 mm dlouhé. Rozložené, široce obvejčité korunní lístky jsou bílé, narůžovělé nebo nafialovělé, 3 až 3,5 mm dlouhé a mají malý nehtík. Čtyřmocné, bílé nebo nafialovělé tyčinky mají nitky bez křidélek i zoubků a žluté prašníky ne delší 0,5 mm, vedle čtyř vnějších tyčinek je po dvou nektarových žlázkách, krátká vytrvalá čnělka nese jednoduchou bliznu. Tato entomogamní či autogamní rostlina s ploidií 2n = 24 obvykle rozkvétá v rozmezí dubna až října. Květy obsahují hodně pylu i nektaru a je považována za medonosnou.
Plody jsou obvejčité, eliptické neb okrouhlé šešulky rostoucí na 4 až 6 mm dlouhých, vztyčených nebo rozbíhajících se stopkách. Jsou mírně zploštělé, 2 až 3 mm dlouhé a 1 až 2 mm široké, mají dvě pouzdra obvykle po jednom semeni a krátkou čnělku na konci. Světlá až tmavě hnědá semena elipsoidního tvaru, s úzkými křidélky nebo bez, bývají dlouhá 1,3 a široká 1 mm, jejich osemení po navlhčení slizovatí. Semena, jimiž se druh rozmnožuje, jsou rozšiřována hlavně větrem.

## Význam
Vysazuje se obvykle jako sucho snášející okrasná rostlina která pro zdárné kvetení žádá slunečné stanoviště. Ve středoevropských podmínkách se většinou pěstuje jako letnička (výsadba na jaře) s dekorativními květy které kvetou po dlouhou dobu, je užívána i na obruby záhonků nebo chodníků. Vytváří koberce kvetoucí v různých barvách a bývá vysazována ve skalkách pro pokrytí prostoru mezi kameny, tam se obvykle sama vysemeňuje a každoročně opět vyrůstá. Bylo vyšlechtěno mnoho variet s rozličně zbarvenými květy i s panašovanými listy.